# 3494 Пурпурова гора
3494 Пурпурова гора (3494 Purple Mountain) — астероїд головного поясу, відкритий 7 грудня 1980 року.
Тіссеранів параметр щодо Юпітера — 3,540.